# Maëva Orlé
Pour les articles homonymes, voir Orle.
Maëva Orlé, née le 8 mai 1991 à Paris, est une joueuse française de volley-ball. Elle mesure 1,84 m et joue central ou attaquante. Elle totalise 40 sélections en équipe de France.

## Clubs
| Club                        | De        | À         |
| --------------------------- | --------- | --------- |
| IFVB                        | 2008-2009 | 2009-2010 |
| ES Le Cannet                | 2010-2011 | 2014-2015 |
| ASPTT Mulhouse              | 2015-2016 | 2016-2017 |
| Sf Paris St-Cloud           | 2017-2018 | 2017-2018 |
| UVTA Timișoara              | 2018      | 2018      |
| HPK Naiset                  | 2019      | 2019      |
| PLDT Home Fibr              | 2019-2020 | 2020-2021 |
| Volley Club Marcq-en-Barœul | 2021-2022 | ...       |

## Palmarès

### En sélection nationale
Néant

### En club
- Championnat de Finlande
  - Finaliste : 2019.
- Coupe de Finlande
  - Finaliste : 2019.
- Championnat de France — Div. A (1)
  - Vainqueur : 2017.
  - Finaliste : 2015.
  - Troisième : 2011.
- Coupe de France (1)
  - Vainqueur : 2015.
  - Finaliste : 2011.

### Distinctions individuelles
Néant